# James Horner
James Horner (Los Angeles, 14 augustus 1953 – Ventura County, 22 juni 2015) was een Amerikaanse componist, gespecialiseerd in filmmuziek.
Horner nam op zijn vijfde pianoles en studeerde aan de Royal College of Music in Londen. Hij ging begin jaren zeventig naar Californië om daar af te studeren aan de University of Southern California in Los Angeles. Horner begon eind jaren zeventig filmmuziek te componeren voor onder meer George Lucas, Steven Spielberg, James Cameron, Oliver Stone en Ron Howard. Hij componeerde onder andere de filmmuziek van Legends of the Fall, The Mask of Zorro, The Legend of Zorro, Avatar en Titanic. Voor deze laatste ontving hij twee Academy Awards (filmmuziek en lied). Ook ontving hij twee Golden Globes voor Titanic (filmmuziek en lied) en twee Grammy Awards voor Titanic (beste lied en lied van het jaar) en ook bij An American Tail. Met de filmmuziek van Glory won hij Grammy Award in de categorie Beste instrumentale compositie voor film en televisie. Hij componeerde ook de intromuziek van het CBS Evening News With Katie Couric.
Horner kwam op 22 juni 2015 om het leven. Hij stortte neer met zijn privévliegtuigje in de buurt van Santa Barbara, Californië.

## Filmografie
- 1978: The Watcher
- 1979: Up from the Depths
- 1979: The Lady in Red
- 1980: Humanoids from the Deep (Diepzee Monsters)
- 1980: Battle Beyond the Stars
- 1981: The Hand
- 1981: Wolfen
- 1981: Deadly Blessing
- 1981: The Pursuit of D.B. Cooper
- 1982: Star Trek II: The Wrath of Khan
- 1982: 48 Hrs.
- 1983: Something Wicked This Way Comes
- 1983: Space Raiders
- 1983: Krull
- 1983: Brainstorm
- 1983: Tesrament
- 1983: The Dresser
- 1983: Gorky Park
- 1983: Uncommon Valor
- 1984: The Stone Boy
- 1984: Star Trek III: The Search for Spock
- 1985: Heaven Help Us
- 1985: Cocoon
- 1985: Volunteers
- 1985: The Journey of Natty Gann
- 1985: Wizards of the Lost Kingdom
- 1985: Commando
- 1985: Barbarian Queen
- 1986: Off Beat
- 1986: Aliens
- 1986: Where the River Runs Black
- 1986: The Name of the Rose (Der Name der Rose)
- 1986: An American Tail (Een avontuur met een staartje)
- 1987: P.K. and the Kid
- 1987: Project X
- 1987: *batteries not included
- 1988: Willow
- 1988: Red Heat
- 1988: Vibes
- 1988: The Land Before Time (Platvoet en zijn vriendjes)
- 1988: Cocoon: The Return
- 1988: Andy Colby's Incredible Adventure
- 1989: Field of Dreams
- 1989: Honey, I Shrunk the Kids
- 1989: IN Country
- 1989: Dad
- 1989: Glory
- 1990: I Love You to Death
- 1990: Another 48 Hrs.
- 1991: Once Around
- 1991: My Heroes Have Always Been Cowboys
- 1991: Class Action
- 1991: The Rocketeer
- 1991: An American Tail: Fievel Goes West
- 1992: Thunderheart
- 1992: Patriot Games
- 1992: Unlawful Entry
- 1992: Sneakers
- 1993: Swing Kids
- 1993: A Far Off Place
- 1993: Jack the Bear
- 1993: Once Upon a Forest (Annabel en de race tegen de klok)
- 1993: House of Cards
- 1993: Searching for Bobby Fischer
- 1993: The Man Without a Face
- 1993: Bopha!
- 1993: We're Back! A Dinosaur's Story
- 1993: The Pelican Brief
- 1994: Clear and Present Danger
- 1994: The Pagemaster
- 1994: Legends of the Fall
- 1995: Braveheart
- 1995: Casper
- 1995: Apollo 13
- 1995: Jade
- 1995: Jumanji
- 1995: Balto
- 1996: The Spitfire Grill
- 1996: Courage Under Fire
- 1996: To Gillian on Her 37th Birthday
- 1996: Ransom
- 1997: The Devil's Own
- 1997: Titanic
- 1998: Deep Impact
- 1998: The Mask of Zorro
- 1998: Mighty Joe Young
- 1999: Bicentennial Man
- 2000: The Perfect Storm
- 2000: How the Grinch Stole Christmas
- 2001: Enemy at the Gates
- 2001: A Beautiful Mind
- 2001: Iris
- 2002: Windtalkers
- 2002: The Four Feathers
- 2003: Radio
- 2003: Beyond Borders
- 2003: The Missing
- 2003: House of Sand and Fog
- 2004: Bobby Jones: Stroke of Genius
- 2004: Troy
- 2004: The Forgotten
- 2005: The Chumscrubber
- 2005: Flightplan
- 2005: The Legend of Zorro
- 2005: The New World
- 2006: All the King's Men
- 2006: Apocalypto
- 2007: The Life Before Her Eyes
- 2008: The Spiderwick Chronicles
- 2008: The Boy in the Striped Pyjamas
- 2009: Avatar
- 2010: The Karate Kid
- 2011: Black Gold
- 2012: For Greater Glory: The True Story of Cristiada
- 2012: The Amazing Spider-Man
- 2015: Wolf Totem
- 2015: Southpaw
- 2015: The 33
- 2016: The Magnificent Seven (met Simon Franglen)

## Overige producties

### Televisiefilms
- 1981: Angel Dusted
- 1981: A Few Days in Weasel Creek
- 1982: A Piano for Mrs. Cimino
- 1982: Rascals and Robbers: The Secret Adventures of Tom Sawyer and Huck Finn
- 1983: Between Friends
- 1985: Surviving
- 2000: Freedom Song

### Televisieseries
- 1992: Fish Police (met Steven Bramson)

### Documentaires
- 1985: In Her Own Time
- 2012: Reflections on Titanic
- 2015: One Day in Auschwitz
- 2015: Living in the Age of Airplanes

### Nieuwsuitzendingen
- 2006: CBS Evening News With Katie Couric (themes, 2006 -2010)

### Korte films
- 1985: Let's Go
- 1986: Captain EO
- 1989: Tummy Trouble
- 1991: Norman and the Killer
- 2000: Krull: Marvel Comics Video Adaptation
- 2012: The Lost Berserker
- 2012: First in Flight
- 2014: Starship Valiant: Legacy

## Prijzen en nominaties

### Academy Awards
| Jaar | Titel                 | Categorie                    | Uitslag     |
| ---- | --------------------- | ---------------------------- | ----------- |
| 1987 | Aliens                | Beste filmmuziek             | Genomineerd |
| 1987 | An American Tail      | Beste filmsong               | Genomineerd |
| 1990 | Field of Dreams       | Beste filmmuziek             | Genomineerd |
| 1996 | Braveheart            | Beste dramatische filmmuziek | Genomineerd |
| 1996 | Apollo 13             | Beste dramatische filmmuziek | Genomineerd |
| 1998 | Titanic               | Beste dramatische filmmuziek | Gewonnen    |
| 1998 | Titanic               | Beste filmsong               | Gewonnen    |
| 2002 | A Beautiful Mind      | Beste filmmuziek             | Genomineerd |
| 2004 | House of Sand and Fog | Beste filmmuziek             | Genomineerd |
| 2010 | Avatar                | Beste filmmuziek             | Genomineerd |

### BAFTA Awards
| Jaar | Titel      | Categorie        | Uitslag     |
| ---- | ---------- | ---------------- | ----------- |
| 1996 | Braveheart | Beste filmmuziek | Genomineerd |
| 1998 | Titanic    | Beste filmmuziek | Genomineerd |
| 2010 | Avatar     | Beste filmmuziek | Genomineerd |

### Golden Globe Awards
| Jaar | Titel                              | Categorie        | Uitslag     |
| ---- | ---------------------------------- | ---------------- | ----------- |
| 1987 | An American Tail                   | Beste filmsong   | Genomineerd |
| 1990 | Glory                              | Beste filmmuziek | Genomineerd |
| 1992 | An American Tail: Fievel Goes West | Beste filmsong   | Genomineerd |
| 1995 | Legends of the Fall                | Beste filmmuziek | Genomineerd |
| 1996 | Braveheart                         | Beste filmmuziek | Genomineerd |
| 1998 | Titanic                            | Beste filmmuziek | Gewonnen    |
| 1998 | Titanic                            | Beste filmsong   | Gewonnen    |
| 2002 | A Beautiful Mind                   | Beste filmmuziek | Genomineerd |
| 2010 | Avatar                             | Beste filmmuziek | Genomineerd |

### Grammy Awards
| Jaar | Titel            | Categorie                                                                          | Uitslag     |
| ---- | ---------------- | ---------------------------------------------------------------------------------- | ----------- |
| 1987 | Aliens           | Beste instrumentale compositie, voor Aliens (soundtrack)                           | Genomineerd |
| 1988 | An American Tail | Song van het jaar, voor Somewhere Out There                                        | Gewonnen    |
| 1988 | An American Tail | Beste song geschreven voor film of televisie, voor Somewhere Out There             | Gewonnen    |
| 1988 | An American Tail | Beste album instrumentale achtergrondmuziek voor film of televisie                 | Genomineerd |
| 1990 | Field of Dreams  | Beste album instrumentale achtergrondmuziek voor film of televisie                 | Genomineerd |
| 1990 | Field of Dreams  | Beste instrumentale compositie, voor Field Of Dreams                               | Genomineerd |
| 1991 | Glory            | Beste instrumentale compositie voor film of televisie                              | Gewonnen    |
| 1996 | The Pagemaster   | Beste song geschreven voor film of televisie, voor Whatever You Imagine            | Genomineerd |
| 1999 | Titanic          | Record van het jaar, voor My Heart Will Go On                                      | Gewonnen    |
| 1999 | Titanic          | Song van het jaar, voor My Heart Will Go On                                        | Gewonnen    |
| 1999 | Titanic          | Beste song geschreven voor film of televisie, voor My Heart Will Go On             | Gewonnen    |
| 2003 | A Beautiful Mind | Beste partituur soundtrackalbum voor film, televisie of andere visuele media       | Genomineerd |
| 2011 | Avatar           | Beste partituur soundtrackalbum voor film, televisie of andere visuele media       | Genomineerd |
| 2011 | Avatar           | Beste song geschreven voor film, televisie of andere visuele media, voor I See You | Genomineerd |

In 2013 ontving Horner de Max Steiner Award.

## Hitlijsten

### Albums
| Album met eventuele hitnotering(en) in de Nederlandse Album Top 100 | Datum van verschijnen | Datum van binnenkomst | Hoogste positie | Aantal weken | Opmerkingen                  |
| ------------------------------------------------------------------- | --------------------- | --------------------- | --------------- | ------------ | ---------------------------- |
| Titanic                                                             | 18-11-1997            | 07-02-1998            | 1(2wk)          | 48           | Soundtrack Titanic           |
| Back to Titanic                                                     | 25-08-1998            | 29-08-1998            | 10              | 17           | Soundtrack Titanic           |
| The Mask of Zorro                                                   | 1998                  | 23-01-1999            | 81              | 8            | Soundtrack The Mask of Zorro |
| Troy                                                                | 14-05-2004            | 11-05-2004            | 77              | 1            | Soundtrack Troy              |
| Avatar                                                              | 15-12-2009            | 09-01-2010            | 74              | 3            | Soundtrack Avatar            |

| Album met hitnotering(en) in de Vlaamse Ultratop 200 albums | Datum van verschijnen | Datum van binnenkomst | Hoogste positie | Aantal weken | Opmerkingen        |
| ----------------------------------------------------------- | --------------------- | --------------------- | --------------- | ------------ | ------------------ |
| Titanic                                                     | 18-11-1997            | 24-01-1998            | 1(13wk)         | 45           | Soundtrack Titanic |
| Back to Titanic                                             | 29-08-1998            | 05-09-1998            | 12              | 11           | Soundtrack Titanic |
| Troy                                                        | 14-05-2004            | 05-06-2004            | 35              | 8            | Soundtrack Troy    |
| Avatar                                                      | 15-12-2009            | 09-01-2010            | 26              | 12           | Soundtrack Avatar  |